# الطريق السريع M14 (أوكرانيا)

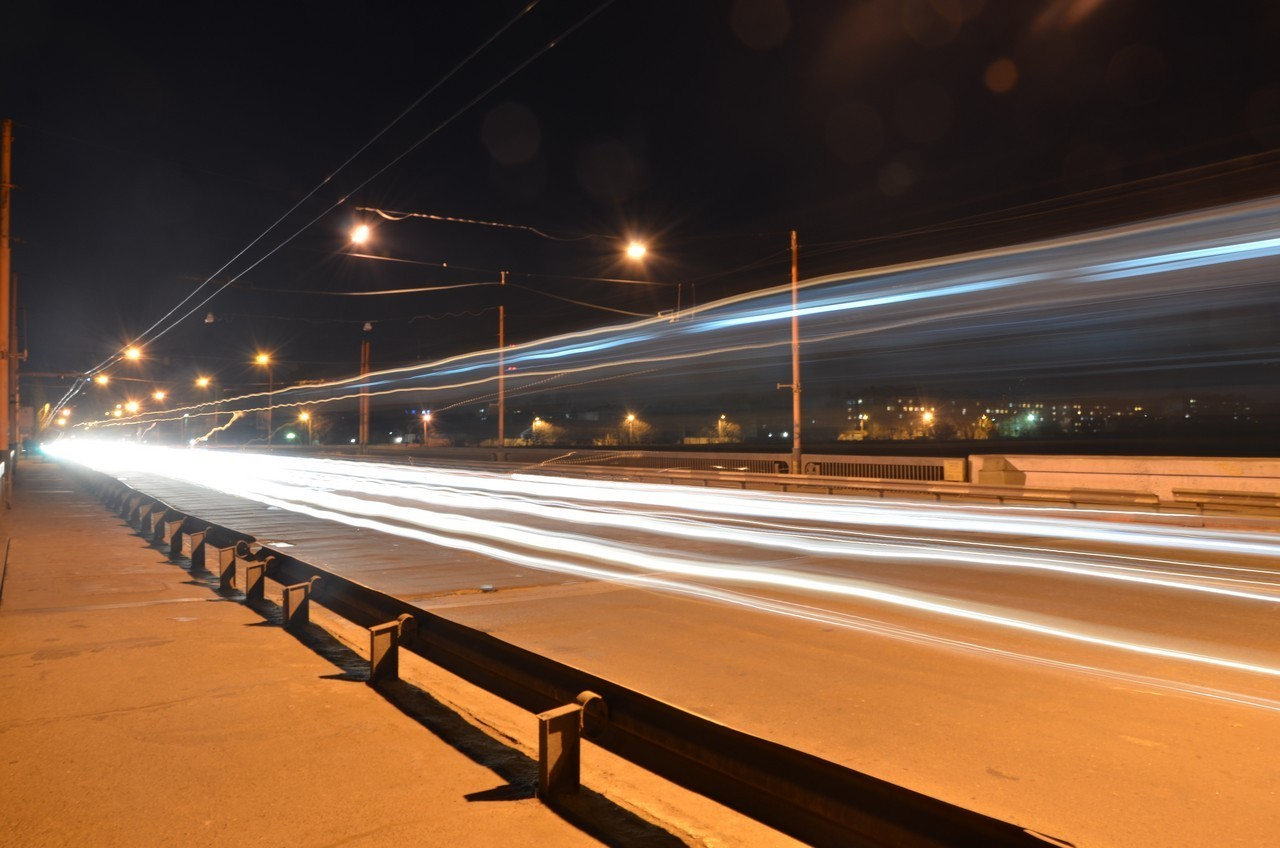
الطريق السريع M14 في ميكولايف

الطريق السريع M14 هو طريق سريع دولي أوكراني، يربط أوديسا بالحدود الروسية شرق ماريوبول، حيث يستمر في روسيا باسم A280.

## روابط خارجية
- International Roads in Ukraine in Russian
- European Roads in Russian